# Alter Friedhof (Kronberg)

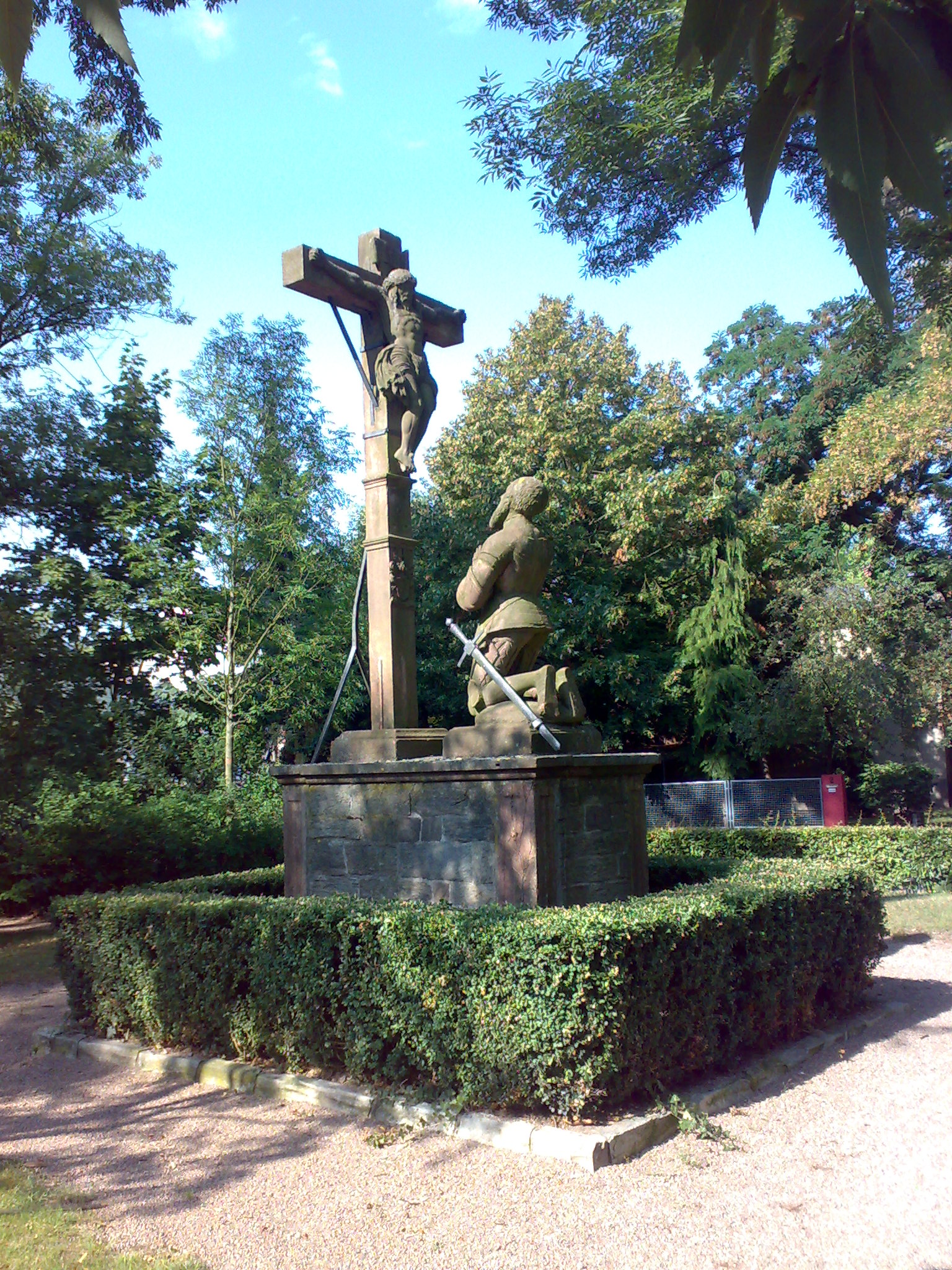
Grabmal Caspar II. von Cronberg

Der Alte Friedhof in Kronberg im Taunus ist eine Parkanlage. Sie steht unter Denkmalschutz.

## Geschichte
Seit wann der alte Friedhof als Friedhof genutzt wurde, ist unbekannt. Während Friedhöfe früher typischerweise als Kirchhof neben der Kirche lagen, ist der alte Friedhof deutlich außerhalb der Stadtmauern und in der Nähe des früheren Hochgerichtes gelegen. Eventuell ist er als Pestfriedhof oder Schindanger entstanden.
1884 fand die letzte Bestattung statt. Seitdem wird der Friedhof Kronberg im Taunus für Beerdigungen genutzt.
1896 wurde ein Streifen des Friedhofs zum Ausbau der Hartmuthstraße verwendet. Die dortigen Gräber wurden abgeräumt. Hierzu zählten die Gräber des Pomologen Johann Ludwig Christ und des Begründers des Kronthals, Dr. Ferdinand Küster. Die Grabsteine wurden 1896 um das älteste Grabmal herum drapiert. Heute sind diese Grabsteine abgeräumt und werden im Museum aufbewahrt.

## Grab Kaspar II
Das Grabmal Kaspar II. von Cronberg ist das älteste Grab auf dem ehemaligen Friedhof und stammt ausweislich der Inschrift aus dem Jahr 1573. Das Denkmal aus Buntsandstein zeigt den Ritter betend vor einem Kruzifix.

„OH HER, VOR DIR SEINDT NITT UNGEZEHL GEWESEN MEINE FUSTRIT; MEIN WEGFAHRT IST GESTANDEN IN DEINER HAND; ERBARM DICH MEIN; O DU MEIN TREUER GOTT; VATER; SCHÖPFER UND HEILAND“